# فيليب برجلاند
فيليب برجلاند (بالسويدية: Filip Berglund)‏ هو لاعب هوكي الجليد سويدي، ولد في 10 مايو 1997 في سكيلفتيا في السويد.

## وصلات خارجية
- فيليب برجلاند على موقع دوري الهوكي الوطني (الإنجليزية)
- فيليب برجلاند على موقع EliteProspects.com (الإنجليزية)
- فيليب برجلاند على موقع Eurohockey.com (الإنجليزية)
- فيليب برجلاند على موقع HockeyDB.com (الإنجليزية)